# Iwan Leonidowitsch Iwanow
Iwan Leonidowitsch Iwanow (russisch Иван Леони́дович Иванов, engl. Transkription Ivan Ivanov; * 26. Juni 1948 in Archipowka) ist ein ehemaliger sowjetischer Mittelstreckenläufer.

## Leben
Bei den Halleneuropameisterschaften 1970 in Wien gewann er Gold in der gemischten Staffel.
1972 holte er bei den Halleneuropameisterschaften in Grenoble jeweils Silber über 800 Meter und in der 4-mal-720-Meter-Staffel. Bei den Olympischen Spielen in München schied er über 1500 Meter im Vorlauf aus und erreichte über 800 Meter das Halbfinale.
1972 wurde er sowjetischer Meister über 800 Meter. In der Halle errang er 1971 über 800 Meter und 1973 über 1500 Meter den nationalen Titel.

## Persönliche Bestleistungen
- 800 m: 1:46,0 min, 28. August 1971, Moskau
- 1500 m: 3:37,8 min, 2. Juni 1972, Turin